# حديقة جعيتاوي
حديقة جعيتاوي للشهيد وليم حاوي، المعروفة أيضا بـ«حديقة الشهيد وليم حاوي»، تعتبر من المساحات الخضراء النادرة في منطقة الأشرفية، وتبلغ مساحتها نحو الـ400 متر مربع، ذات أهمية شديدة كمساحة خضراء تلعب دور المتنفس الأكسيجيني والبيئي في منطقة الأشرفية، ولحاجة بيروت الماسة للمتنزهات والمساحات الخضراء وعمليات التشجير، كمدينة مليونية مكتظة تعج بالحركية والعربات والأنشطة الاقتصادية.
تشهد حديقة جعيتاوي للشهيد وليم حاوي" لقاءات الأصدقاء والمسنين والأطفال والأحبة، وهي على الرغم من صغر مساحتها نالت شهرة واسعة في منطقة الأشرفية التي يمر بها شارع الجعيتاوي في بيروت العاصمة.

## الموقع
تقع حديقة جعيتاوي على شارع جعيتاوي وهو أحد شوارع منطقة الأشرفية، شرق بيروت العاصمة. الشارع البالغ طوله نحو 1.5، كان مقصد كل سائح أو زائر يقصد بيروت، في منطقة الأشرفية المعروفة كمركز تجاري مهم في شرق بيروت، لما يضمه من محلات تجارية ومكتبات ومطاعم راقية.

## المساحة والوصف
انشأت الحديقة في العام 1961م، وأعيد تجديدها وإعادة افتتاحها في العام 2013، وتم إطلاق اسم حديقة جعيتاوي للشهيد وليم حاوي، وذلك تكريما له، كأحد مناضلي حركة الاستقلال اللبنانية عن الاستعمار وأحد ضحايا الحرب اللبنانية الجائرة التي أتت على الأخضر واليابس ومست بالتماسك الوطني للشعب اللبناني الموحد بكل فسيفسائه، تضرر منها الشعب ولبنان كوطن أم لجميع اللبنانيين.
تحوي الحديقة نصبا تذكاريا للراحل وليم حاوي وهو عبارة عن نصب أزيح الستار عنه يوم السبت 26 تشرين الأول على الساعة 6:00 مساءً.
مساحة الحديقة صفيرة جدا إذا لا تتجاوز حوالي ال 400 مترا مربعا، وتحوي فقط 9 مقاعد للجلوس. ولكن نذرة المساحات الخضراء سلط عليها الضوء في شارع جعيتاوي الطويل ومنطقة الأشرفية في بيروت.
تنقسم الحديقة لقسمين مستطيلي الشكل، وتحيط بها أشجار اللبخ والسرو.

## طالع
| - قائمة منتزهات بيروت - السياحة في لبنان - قائمة شوارع بيروت - أزمة النفايات في لبنان 2015 - قلعة بيروت - قائمة كنائس بيروت | - قائمة مساجد بيروت - قائمة منتزهات بيروت - السياحة في لبنان - سياحة شاطئية في لبنان - حديقة رينيه معوض |